# Bambadinca
Bambadinca ist eine Kleinstadt im Zentrum Guinea-Bissaus mit etwa 6500 Einwohnern. Sie gehört zur Region Bafatá und ist Sitz des gleichnamigen Sektors mit einer Fläche von 1020 km² und etwa 32.000 Einwohnern.
Im Portugiesischen Kolonialkrieg, der in Guinea-Bissau von 1963 bis 1974 dauerte und besonders intensiv geführt wurde, unterhielt vor allem das Portugiesische Heer in Bambadinca einen ihrer Stützpunkte, an dem eine Reihe Einheiten stationiert waren (u. a. die Jäger-Bataillone Bcaç 4616 und Bcaç 2852).
Die hier vorkommende Froschlurchen-Art Pseudhymenochirus merlini "Bambadinca" aus der Familie der Zungenlosen ist unter Froschzüchtern und -freunden in Europa bekannt.

## Wirtschaft und Verkehr
Landwirtschaft bestimmt die Ökonomie im Sektor Bambadinca. Die natürlich bewässerten Reisfelder und die extensive Viehwirtschaft, insbesondere Rinder, sind zu nennen. Zudem hat der Ort als Handelsplatz regionale Bedeutung.
Bambadinca wurde bekannt für sein Projekt der erneuerbaren Energien: das aus 1248 Solarmodulen gespeiste Stromnetz, ergänzt durch 216 Speicherbatterien und drei Dieselgeneratoren als Ausfallsicherung, versorgt die gesamte Ortschaft den ganzen Tag mit Strom und sorgt für nächtliche Straßenbeleuchtung, eine Besonderheit in Guinea-Bissau. Das mit Hilfe der portugiesischen NGO TESE-SF (Tese Sem Fronteiras) in Kooperation mit einer lokalen Initiativgruppe entstandene Projekt begann 2015 und wurde von der EU mitfinanziert.
Bambadinca verfügt über einen Flugplatz mit dem ICAO-Code GGBB.

## Sport
Wichtigster Sportverein im Sektor ist der Fußballklub FC Lagartos. 2014 gelang ihm erstmals der Aufstieg in die höchste Spielklasse des Landes, den Campeonato Nacional da Guiné-Bissau.
Der Lagartos FC konnte seine erste Saison im Oberhaus gleich als Dritter abschließen und etablierte sich seither im Spielbetrieb des Campeonato Nacional.
Der Klub empfängt seine Gäste im Estádio de Bambadinca.